# Saint-Georges-de-Pointindoux
Saint-Georges-de-Pointindoux és un municipi francès situat al departament de Vendée i a la regió de País del Loira. L'any 2007 tenia 1.406 habitants.

## Demografia

### Població
El 2007 la població de fet de Saint-Georges-de-Pointindoux era de 1.406 persones. Hi havia 524 famílies de les quals 104 eren unipersonals (48 homes vivint sols i 56 dones vivint soles), 196 parelles sense fills, 196 parelles amb fills i 28 famílies monoparentals amb fills.
La població ha evolucionat segons el següent gràfic:
Habitants censats

### Habitatges
El 2007 hi havia 642 habitatges, 544 eren l'habitatge principal de la família, 62 eren segones residències i 36 estaven desocupats. 623 eren cases i 8 eren apartaments. Dels 544 habitatges principals, 448 estaven ocupats pels seus propietaris, 86 estaven llogats i ocupats pels llogaters i 10 estaven cedits a títol gratuït; 3 tenien una cambra, 20 en tenien dues, 64 en tenien tres, 154 en tenien quatre i 303 en tenien cinc o més. 462 habitatges disposaven pel capbaix d'una plaça de pàrquing. A 199 habitatges hi havia un automòbil i a 317 n'hi havia dos o més.

### Piràmide de població
La piràmide de població per edats i sexe el 2009 era:
| Homes | Edats   | Dones |
| ----- | ------- | ----- |
| 0     | 95 o +  | 0     |
| 0     | 90 a 94 | 0     |
| 4     | 85 a 89 | 0     |
| 4     | 80 a 84 | 0     |
| 28    | 75 a 79 | 32    |
| 12    | 70 a 74 | 24    |
| 48    | 65 a 69 | 28    |
| 16    | 60 a 64 | 12    |
| 16    | 55 a 59 | 20    |
| 56    | 50 a 54 | 56    |
| 48    | 45 a 49 | 56    |
| 44    | 40 a 44 | 48    |
| 32    | 35 a 39 | 64    |
| 32    | 30 a 34 | 36    |
| 28    | 25 a 29 | 28    |
| 36    | 20 a 24 | 16    |
| 44    | 15 a 19 | 28    |
| 36    | 10 a 14 | 68    |
| 20    | 5 a 9   | 48    |
| 24    | 0 a 4   | 24    |

## Economia
El 2007 la població en edat de treballar era de 948 persones, 730 eren actives i 218 eren inactives. De les 730 persones actives 674 estaven ocupades (366 homes i 308 dones) i 56 estaven aturades (21 homes i 35 dones). De les 218 persones inactives 83 estaven jubilades, 69 estaven estudiant i 66 estaven classificades com a «altres inactius».

### Ingressos
El 2009 a Saint-Georges-de-Pointindoux hi havia 595 unitats fiscals que integraven 1.528 persones, la mediana anual d'ingressos fiscals per persona era de 17.232 €.

### Activitats econòmiques
Dels 37 establiments que hi havia el 2007, 3 eren d'empreses de fabricació d'altres productes industrials, 11 d'empreses de construcció, 8 d'empreses de comerç i reparació d'automòbils, 2 d'empreses de transport, 2 d'empreses d'hostatgeria i restauració, 2 d'empreses immobiliàries, 4 d'empreses de serveis, 3 d'entitats de l'administració pública i 2 d'empreses classificades com a «altres activitats de serveis».
Dels 13 establiments de servei als particulars que hi havia el 2009, 3 eren tallers de reparació d'automòbils i de material agrícola, 1 paleta, 4 guixaires pintors, 2 fusteries, 2 electricistes i 1 restaurant.
L'any 2000 a Saint-Georges-de-Pointindoux hi havia 27 explotacions agrícoles que ocupaven un total de 1.242 hectàrees.

## Equipaments sanitaris i escolars
El 2009 hi havia 2 escoles elementals.

## Poblacions més properes
El següent diagrama mostra les poblacions més properes.